# Katia Kaupp
 (décembre 2022).
Si vous disposez d'ouvrages ou d'articles de référence ou si vous connaissez des sites web de qualité traitant du thème abordé ici, merci de compléter l'article en donnant les références utiles à sa vérifiabilité et en les liant à la section « Notes et références ».
En pratique : Quelles sources sont attendues ? Comment ajouter mes sources ?
Pour les articles homonymes, voir Kaupp.
Katia D. Kaupp, née Denise Kaupp le 15 novembre 1933 à Malzéville et morte le 2 mai 2008 à Cahors, est une journaliste française.

## Biographie

### Les débuts
Née en 1933 à Malzéville, élevée dans une famille d’origine lorraine ou alsacienne, elle commence sa carrière journalistique au début des années 1950 à Paris Match, qu’elle quitte à la fin de la décennie pour le quotidien d'Emmanuel d'Astier, Libération, où elle travaille environ cinq ans. L’échec du journal, en 1964, l’amène à chercher du travail à France Observateur qui, bien que ne se portant pas mieux, la recrute comme pigiste.

### Le Nouvel Observateur
Elle est depuis peu de temps dans l’hebdomadaire lorsqu’il se transforme en Nouvel Observateur. Attachée à la rubrique « Notre époque », elle prend en charge les thèmes de la mode, de la femme en général et du féminisme en particulier. Cela ne l’empêche pas de porter un intérêt au négationnisme et au génocide juif. Mais ses articles sur « Le phénomène Courrèges » (11 mars 1965) – où elle présente le couturier Courrèges comme un révolutionnaire au même titre que Mao ou Castro – ou sur « L’Univers de l’avortement » (22 avril 1965) marquent les esprits. Devenue la « grande vedette du journal », elle décide cependant, en janvier 1966, de rejoindre le magazine Elle.
Sa collaboration s’y passe mal et, dès le mois d’août, elle est de retour à L’Obs. Elle entre alors en conflit avec Mariella Righini pour la rubrique « mode », n’hésitant pas à tenter de l’empêcher de réaliser ses entretiens avec les grands couturiers. Mai 68 l’amène alors à traiter de sujets plus explicitement politiques. Ainsi, elle traite avec attention de la nébuleuse gauchiste et tout particulièrement de l'ORA et de la JCR  dont elle interview le leader à l'élection présidentielle de 1969. Au début de l’année 1969, elle séjourne même en Espagne, dénonçant à l’occasion la répression politique qui y règne (« Espagne : La nouvelle inquisition », 3 février 1969).

#### Thèmes abordés

##### Féminisme
Mais c'est surtout son féminisme qui marque ses années 1970. Très proche du MLF dont elle couvre les congrès elle apporte « le sujet des femmes au Nouvel Observateur : les prisons de femme, la contraception, l’avortement, le viol, etc. »,. Dénonçant « les scandales de l’avortement » (29 décembre 1969) ou du MLF, elle signe le manifeste des 343 d’avril 1971. En 1972, elle rédige plusieurs articles sur l'affaire de Bruay-en-Artois dont les exagérations contribuent à la condamnation médiatique du principal suspect. Son éloignement du journal entre septembre 1974 et février 1976 n’atténue pas un engagement qui prend la forme d’un appel aux femmes à soutenir la reconduction de la Loi Veil, une délégation de femmes en Iran en 1979 ou les femmes engagées dans la politique comme Françoise Gaspard, féministe et maire socialiste dont elle salue l’engagement contre le racisme.
Le 27 mars 1977, elle est invitée dans l'émission L'Homme en question présentée par Anne Sinclair sur FR3 et consacrée à la journaliste de France Inter Anne Gaillard. Elle y est très critique sur la personnalité d'Anne Gaillard, qu'elle qualifie de femme de droite, trop colérique et pas assez aimable avec les auditeurs de son émission L'émission d'Anne Gaillard, sur la défense du consommateur. Elle y accuse aussi, avec le publicitaire Jacques Séguéla, Anne Gaillard de faire dans son émission du terrorisme technique en coupant les micros des personnes qui ont une opinion différente de la sienne.

##### Racisme
Ce thème est d’ailleurs, avec l’antisémitisme et l’immigration, une question à laquelle elle est très sensible. Ainsi, une des rares entorses à son soutien à la cause des femmes est la défense d’un Maghrébin accusé de viol par une noble, position de classe et de race primant alors sur la solidarité entre sexe.
Elle dénonce aussi le racisme lié à l’implantation d’immigrés à la Goutte-d’Or (18 avril 1977) ou d’une mosquée à Rennes (19 janvier 1981). Elle traite aussi de la psychiatrie, de la drogue ou de la prison. Promue grand reporter en 1979, elle publie alors plus de sujets sur des pays étrangers (Iran, Irlande, Afghanistan, Tanzanie) comme elle en avait déjà réalisé (sur le Bénin en 1973, la Finlande et l’Inde en 1977, etc.).
Mais la deuxième moitié des années 1970 marque une baisse de qualité de ses articles malgré, selon son collègue Walter Lewino, « un style fait de poésie et de rigueur, particulièrement dans le domaine de la mode ». Après diverses bouderies, sauts d’humeur et fausses sorties, elle est licenciée au nom de la rentabilité en 1992, avec de copieuses indemnités de départ.

### Après le journal
Vivant avec l’architecte Marc Le Caisne jusqu'à la mort de celui-ci, elle publiera ses derniers articles en 1994 et 1997.

### Mort
Katia D. Kaupp meurt en mai 2008 à Cahors.